# Bộ Sắc (色)
Bộ Sắc, bộ thứ 139 có nghĩa là "màu" hoặc "vẻ" là 1 trong 29 bộ có 6 nét trong số 214 bộ thủ Khang Hy.
Trong Từ điển Khang Hy có 21 chữ (trong số hơn 40.000) được tìm thấy chứa bộ này.

## Tự hình Bộ Sắc (色)

Đại triện
Tiểu triện

## Chữ thuộc Bộ Sắc (色)
| Số nét bổ sung | Chữ       |
| -------------- | --------- |
| 0              | 色/sắc/   |
| 4              | 艳/diễm/  |
| 5              | 艴/phất/  |
| 8              | 艵/phanh/ |
| 13             | 艶/diễm/  |
| 18             | 艷/diễm/  |